# Francisco Vicente Ramos
Francisco Vicente Ramos (Angra do Heroísmo, 18 de Novembro de 1860 — Lisboa, 11 de Maio de 1930) foi um jurista, jornalista e político que entre outras funções foi governador civil do Distrito Autónomo de Angra do Heroísmo e senador no Congresso da República. Foi irmão de Alexandre Pamplona Ramos, um médico que também foi governador civil do distrito de Angra do Heroísmo.

## Biografia
Viveu vários anos na ilha Graciosa, exercendo a profissão de advogado, embora não fosse diplomado. Foi advogado provisório na comarca de Santa Cruz da Graciosa, onde foi presidente da Câmara Municipal de Santa Cruz da Graciosa, juiz substituto e administrador do concelho. Colaborou em vários jornais, com destaque para o semanário A Ilha Graciosa, de cuja redacção fez parte.
Republicano, com a implantação da República Portuguesa foi nomeado administrador do concelho de Santa Cruz da Graciosa, sendo depois transferido para o concelho da Calheta de São Jorge (1912-1914).
Foi eleito senador para o Congresso da República em representação do círculo eleitoral de Angra do Heroísmo (1916-1926). Durante esse período exerceu ainda as funções de governador civil do Distrito Autónomo de Angra do Heroísmo, funções que exerceu de 13 de Dezembro de 1917 a 18 de Fevereiro de 1919. Enquanto senador empenhou-se na resolução dos problemas financeiros da Junta Geral do distrito, cuja solução consistiu na transferência das despesas com o funcionamento da Polícia Cívica e com a Escola Industrial e Comercial Madeira Pinto para a esfera do Estado. Também conseguiu medidas favoráveis à indústria dos tabacos nos Açores.
Suspenso e depois dissolvido o Congresso da República com o golpe de 28 de Maio de 1926 fixou-se em Lisboa, onde foi funcionário do Ministério da Agricultura e onde faleceu.